# Derince
Derince és un port marítim, ciutat i districte de la província de Kocaeli, Turquia. L'alcalde és Aziz Alemdar (AKP).